# Theseustempel

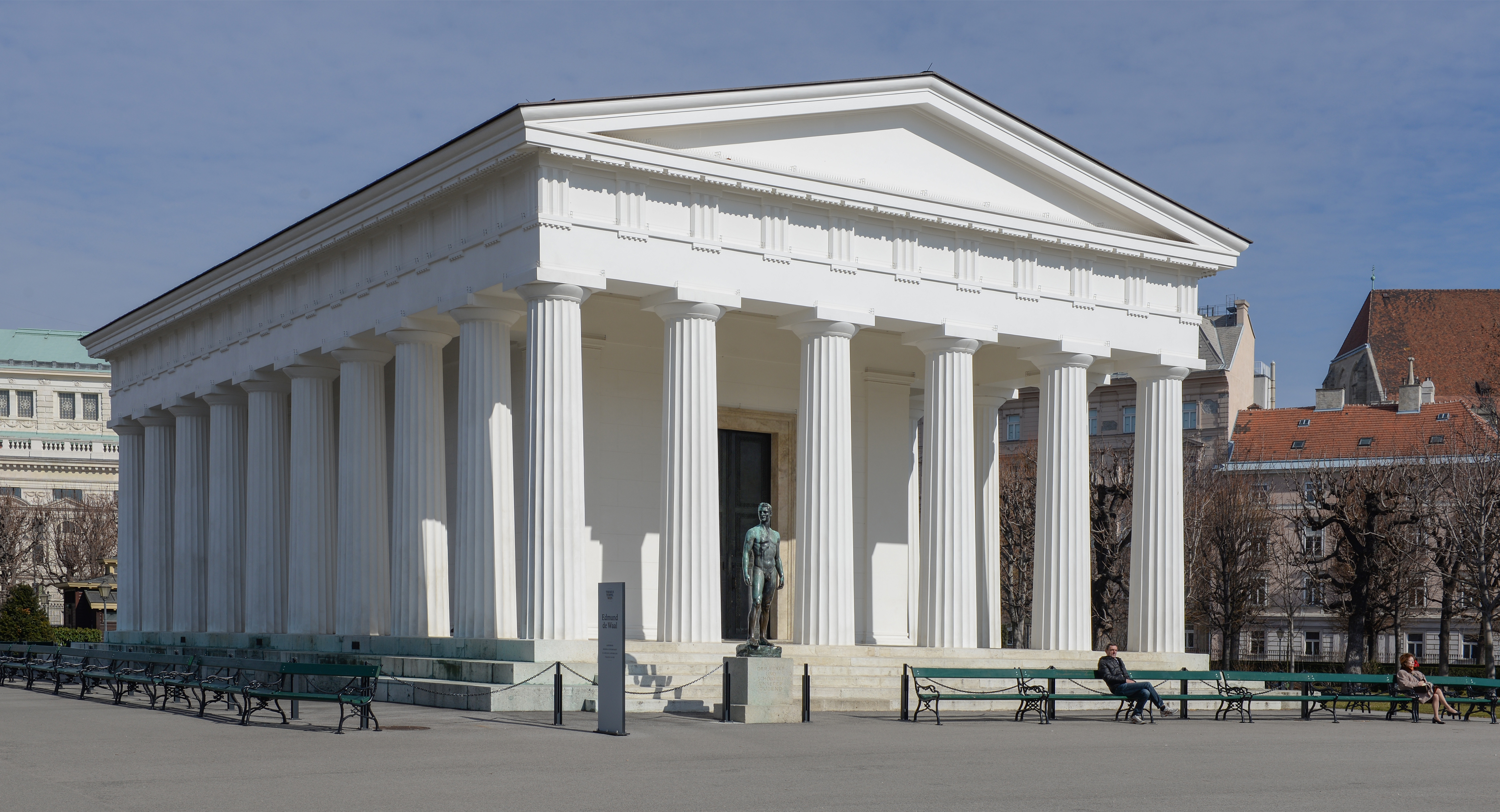
Theseustempel nach der Restaurierung (2011)

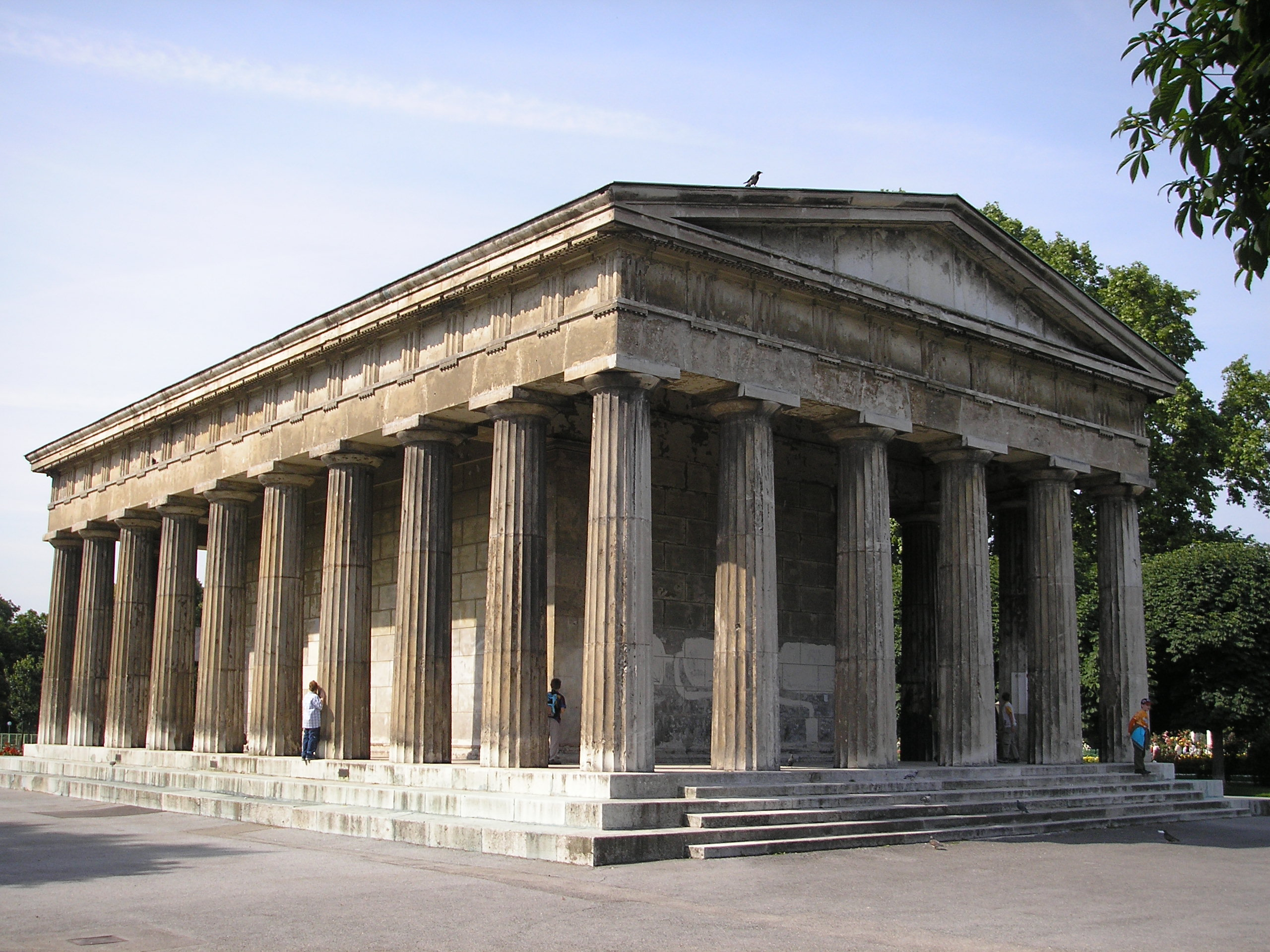
Theseustempel (2006)

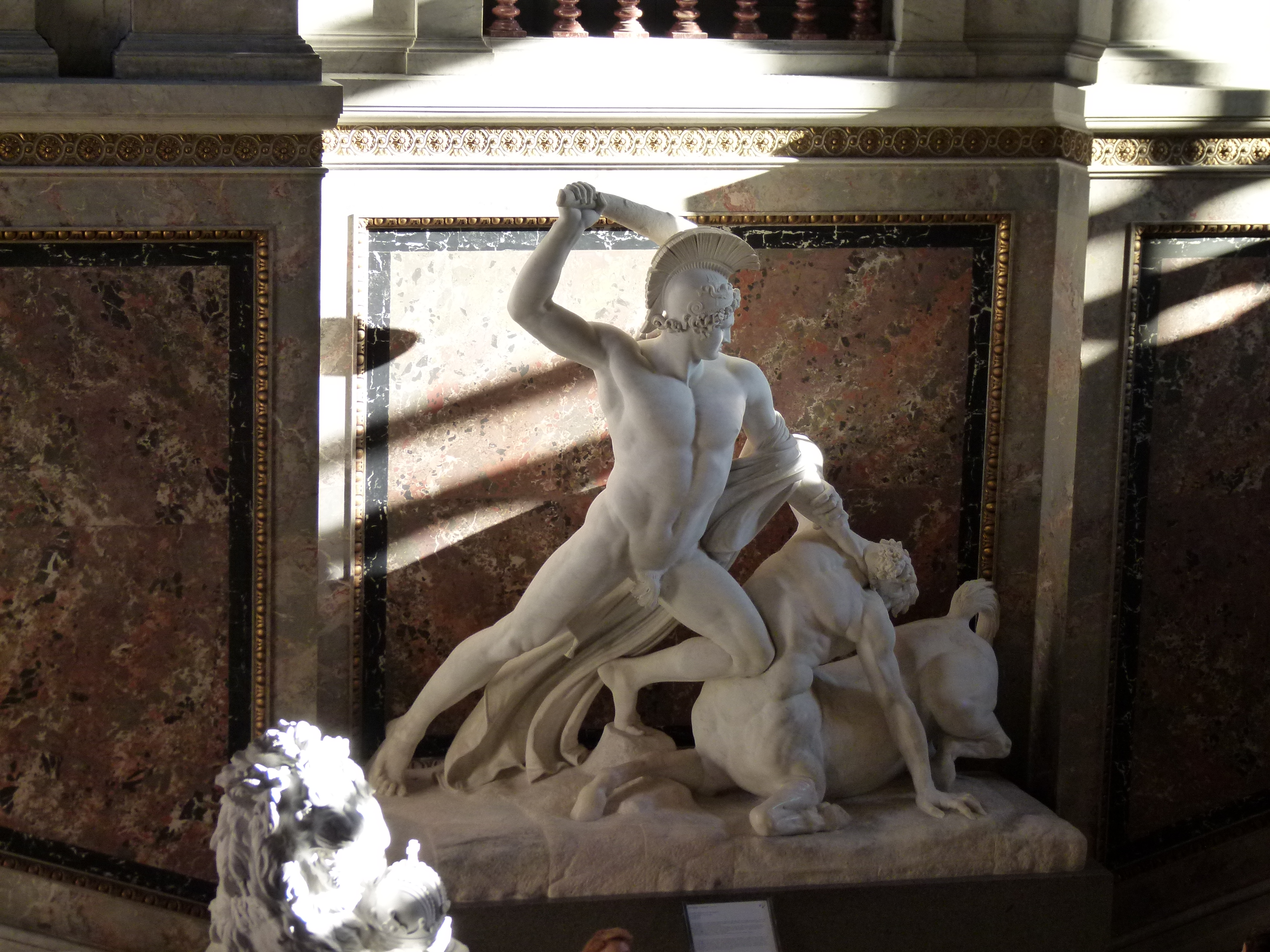
Canovas Theseus-Skulptur, heute im Kunsthistorischen Museum

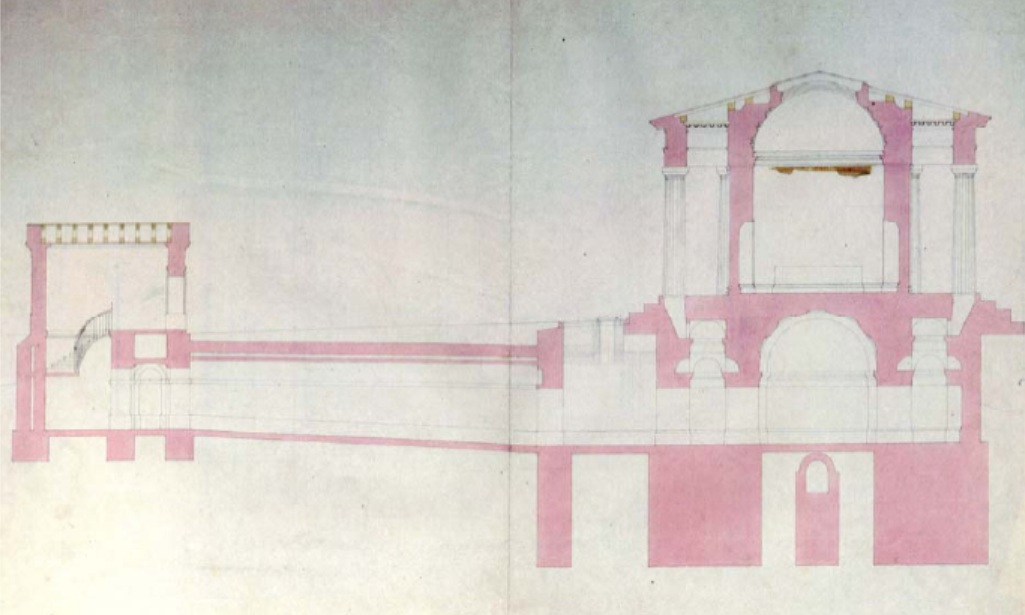
Querschnittssplan von Nobile zeigt die Krypta

Der Theseustempel ist ein klassizistisches Bauwerk im Volksgarten im 1. Wiener Gemeindebezirk Innere Stadt.

## Architektur
Der Tempel wurde von 1819 bis 1823 vom Architekten Peter von Nobile erbaut. Er steht auf einem
dreigliedrigen Stufenbau und die Außenmaße betragen 14 × 24,7 m bei einer Gesamthöhe von 10,5 m. Fachsprachlich ist das Bauwerk ein sogenannter Peripteros (Ringhallentempel) mit sechs und zehn Säulen. An die Cella (Hauptraum) schließen ein Pronaos (Vorraum) und ein Opisthodom (Rückhalle) an. Die Metopen zwischen den Triglyphen haben keine Motive.
Ebenso ist das Tympanon (Giebelfelder über den Schmalseiten) leer. Diese verkleinerte Nachbildung des Athener Theseions diente der Aufstellung der von Antonio Canova geschaffenen Theseusskulptur. Canova wirkte am Bau des Tempels mit. Da der Bau auf der Fläche des ehemaligen Burggrabens steht, mussten die Fundamentmauern sehr tief hinunterreichen. Der dazwischen entstandene Raum wurde nicht aufgefüllt, sondern gedeckt und für eine Sammlung römischer Denkmäler verwendet. Das separate Eingangsgebäude zu den unterirdischen Räumen wurde abgetragen, an seiner Stelle befindet sich heute nur noch ein großer Kanaldeckel ohne weitere Hinweise auf die Existenz der Katakomben.
Die Skulptur wurde im Jahre 1890 in das Kunsthistorische Museum überführt und steht dort auf dem Zwischenpodest der Haupttreppe. Heute dient der Tempel temporären Ausstellungen als Kulisse.
Auf Veranlassung des Gauleiters und Reichsstatthalters von Wien Baldur von Schirach sollte der Architekt Hanns Dustmann ab dem Jahr 1940 die nicht fertiggestellte architektonische Rahmung des Heldenplatzes – der Nordwestflügel der Neuen Hofburg war nicht gebaut worden – erstellen. Dustmann plante nicht die Fertigstellung des fehlenden Zwillings zum bereits existierenden Südostflügel, sondern entwarf nach Vorlagen Hitlers den Heldenplatz als gepflasterte Paradefläche mit offener Blickachse zum Universitätsring. Dabei sollte der Theseustempel in die Mittelachse des Heldenplatzes versetzt werden. Der Tempel sollte auf einem etwa zehn Meter hohen Unterbau nach dem Vorbild der Walhalla bei in Donaustauf neu aufgeständert sowie mit breiten Flankenbauten ergänzt werden, um ihn an die monumentalen rechteckigen Platzverhältnisse anzupassen.
Von 2008 bis 2010 wurde eine umfassende Renovierung des Gebäudes durchgeführt. Dabei wurde der Tempel wieder mit dem ursprünglichen, reinweißen Farbton versehen. Eine barrierefreie Erreichbarkeit ist auch vorhanden.

## Ausstellungen

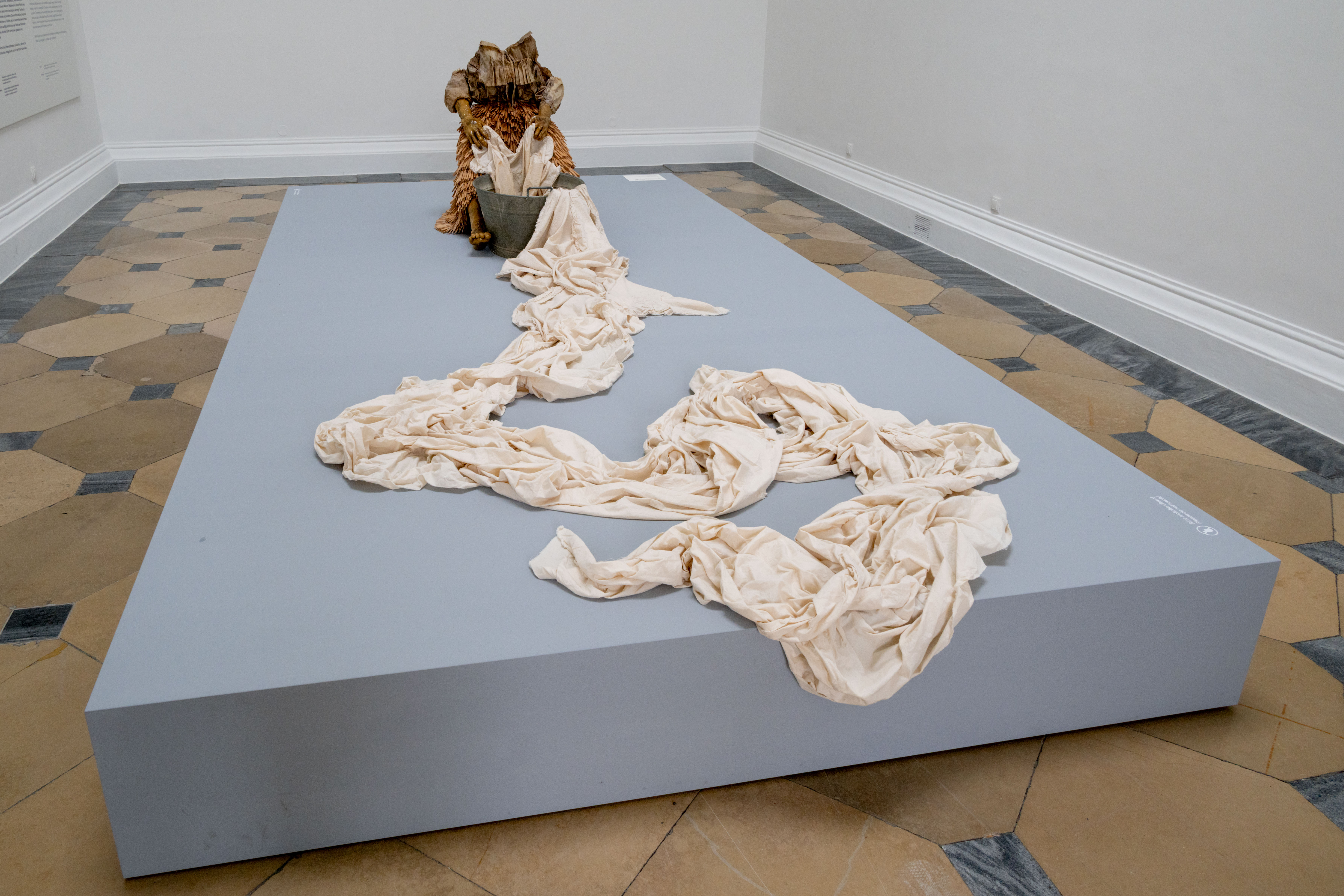
Skulptur Washerwoman von Shannon Alonzo im Theseustempel (2025)

- 1991 Michael Hedwig, take your body
- 2011 Andy Hope 1930: Detour – Landscape in Progress II
- 2011 André Butzer
- 2014 Edmund de Waal: Lichtzwang.[5]
- 2015 Susan Philipsz
- 2016 Ron Mueck
- 2017 Kathleen Ryan
- 2018 Félix González-Torres
- 2019 Maurizio Cattelan
- 2021 Susanna Fritscher
- 2022 George Nuku
- 2023 Saks Afridi
- 2025 Shannon Alonzo: Washerwoman